# Baruya
La tribu de los baruya habita las montañas de Papúa Nueva Guinea. Cazadores, pero también dedicados a la cría de cerdos, así como a la producción de sal con la cual comercian. Actividades como la caza, la guerra y la fabricación de armas, entre otras, están reservadas a los hombres. Se trata de una sociedad con una estricta división del trabajo entre ambos sexos; el chamanismo es el único punto en el que pueden competir ambos sexos, en lo que se refiere al poder mágico; pero en realidad se trata de una competición desigual ya que consideran que los hombres se apropiaron en tiempos antiquísimos de los poderes de las mujeres, por lo que se sienten más elevados que ellas.
El sol es considerado padre de todos los baruya, y Venus como la madre. El fuego, por ejemplo, significa la presencia del sol; por lo que cuando una joven da a un hombre que no sea familiar suyo comida que ella misma ha elaborado, está dando a entender su consentimiento para tener relaciones sexuales.
Para los baruya el semen es el motor de la vida y de la fuerza. Cabe añadir que en un intento de hacer partícipes también a las mujeres en la vida, consideraron que la leche materna vendría a ser una transformación del semen. 
En las iniciaciones masculinas se practica además de lo comentado la perforación de la nariz. La nariz, para los baruya, contiene poderes mágicos; por lo que las mujeres tienen prohibido golpearles en la cara. Por el tabique nasal se hace pasar una ramita de bambú a fin de ir ensanchando el agujero, pues en este lugar es donde los hombres llevan los símbolos de estatus social, del marchamo de pertenencia a la tribu y del sometimiento a sus leyes. 
- Datos: Q2576377